# Přebor Olomouckého kraje 2022/2023
V soubojích 32. ročníku Přeboru Olomouckého kraje 2022/23 (jedna ze skupin 5. fotbalové ligy) se utká 16 týmů každý s každým dvoukolovým systémem podzim–jaro. Tento ročník začal v sobotu 6. srpna 2022 úvodními třemi zápasy 1. kola a skončí v červnu 2023.

## Nové týmy v sezoně 2022/23
- Ze skupin I. A třídy Olomouckého kraje 2021/22 postoupila mužstva Sokol Konice (vítěz skupiny A), TJ Sokol Čechovice (vítěz skupiny B) a FC Kostelec na Hané (2. místo).

## Nejlepší střelec
Bude doplněn po skončení ročníku.

## Tabulka
| Poř. | Tým                         | Z | V | R | P | VG | OG | B |
| ---- | --------------------------- | - | - | - | - | -- | -- | - |
| 1.   | FK Mohelnice                | 0 | 0 | 0 | 0 | 0  | 0  | 0 |
| 2.   | FC Želatovice               | 0 | 0 | 0 | 0 | 0  | 0  | 0 |
| 3.   | FK Medlov                   | 0 | 0 | 0 | 0 | 0  | 0  | 0 |
| 4.   | SK Sulko Zábřeh             | 0 | 0 | 0 | 0 | 0  | 0  | 0 |
| 5.   | FK Jeseník                  | 0 | 0 | 0 | 0 | 0  | 0  | 0 |
| 6.   | SK Lipová                   | 0 | 0 | 0 | 0 | 0  | 0  | 0 |
| 7.   | TJ Jiskra Rapotín           | 0 | 0 | 0 | 0 | 0  | 0  | 0 |
| 8.   | TJ Sokol Lázně Velké Losiny | 0 | 0 | 0 | 0 | 0  | 0  | 0 |
| 9.   | TJ Sigma Lutín              | 0 | 0 | 0 | 0 | 0  | 0  | 0 |
| 10.  | FK Brodek u Přerova         | 0 | 0 | 0 | 0 | 0  | 0  | 0 |
| 11.  | TJ Sokol Bohuňovice         | 0 | 0 | 0 | 0 | 0  | 0  | 0 |
| 12.  | FC Dolany                   | 0 | 0 | 0 | 0 | 0  | 0  | 0 |
| 13.  | TJ Tatran Litovel           | 0 | 0 | 0 | 0 | 0  | 0  | 0 |
| 14.  | Sokol Konice (N)            | 0 | 0 | 0 | 0 | 0  | 0  | 0 |
| 15.  | TJ Sokol Čechovice (N)      | 0 | 0 | 0 | 0 | 0  | 0  | 0 |
| 16.  | FC Kostelec na Hané (N)     | 0 | 0 | 0 | 0 | 0  | 0  | 0 |

- S = nováček (minulou sezónu hrál vyšší soutěž a sestoupil); N = nováček (minulou sezónu hrál nižší soutěž a postoupil)

|  | Postup do divize     |
|  | Sestup do I. A třídy |

Poznámky:
- Z = Odehrané zápasy; V = Vítězství; R = Remízy; P = Prohry; VG = Vstřelené góly; OG = Obdržené góly; B = Body; (S) = Mužstvo sestoupivší z vyšší soutěže; (N) = Mužstvo postoupivší z nižší soutěže (nováček)
- Od ročníku 2016/17 včetně se hraje v Olomouckém kraji tímto způsobem: Pokud zápas skončí nerozhodně, kope se penaltový rozstřel. Jeho vítěz bere 2 body, poražený pak jeden bod. Za výhru po 90 minutách jsou 3 body, za prohru po 90 minutách není žádný bod.